# Dirty Deeds Done Dirt Cheap (노래)
〈Dirty Deeds Done Dirt Cheap〉는 호주의 하드 록 밴드 AC/DC의 하드 록 곡으로, 밴드 멤버 앵거스 영, 맬컴 영, 본 스콧이 작사, 작곡하고, 1976년 9월 발매한 음반 《Dirty Deeds Done Dirt Cheap》의 타이틀곡으로 녹음됐다.
또한 1976년 10월 호주에서 〈R.I.P. (Rock in Peace)〉를 B-사이드로, 1977년 1월에는 〈Big Balls〉과 〈The Jack〉을 B-사이드로 한 맥시 싱글로 발매되었다. 《Dirty Deeds Done Dirt Cheap》 음반이 1981년 마침내 미국에서 발매되자, 〈Dirty Deeds Done Dirt Cheap〉 싱글이 미국에서 발매되었고(〈Highway to Hell〉에 의해 지원됨), 이 싱글은 당시 새로운 톱 트랙 차트에서 4위에 올랐다.
이 곡은 VH1의 40대 메탈 송에서 24위를 차지했으며, 2009년에는 VH1이 선정한 역대 31번째로 하드 록 곡으로 선정되기도 했다.
이 곡은 구절 중 다운비트로 만들어진 무거운 호흡 소리로 구성된 백 보컬이 특징이다. 이 곡은 또한 후렴구 끝에는 구어체로 제목이 표시되고, 노래 끝에는 비명이 추가된다. 장편 녹음(약 4:11)에는 3:09부터 4번 외치는 노래 제목이 있지만, 좀 더 일반적인 편집 버전(약 3:51)에서는 두 번만 외친다.

## 논란
1981년 일리노이주 리버티빌의 노먼과 메릴린 화이트는 애틀랜틱 레코드와 배급사들을 상대로 레이크군, 일리노이 순회법원에 25만 달러의 소송을 제기했는데, 이는 그들의 전화번호가 곡에 포함되어 수백 건의 장난 전화가 걸려왔다고 주장했기 때문이다. 그들의 변호사는 《시카고 트리뷴》에 이 곡의 36-24-36자리 뒤에 "헤이!"라고 말했는데, 그의 고객들에게는 "8"자처럼 들렸고, 따라서 이 커플의 전화번호가 만들어졌다고 말했다.

## 인증
| 국가                               | 인증 | 판매량/출하량 |
| ---------------------------------- | ---- | ------------- |
| 멕시코 (AMPROFON)                  | 골드 | 30,000        |
| 판매량+스트리밍을 기반으로 한 인증 |      |               |

## 참여 인원
- 본 스콧 – 리드 보컬
- 앵거스 영 – 리드 기타, 백 보컬
- 맬컴 영 – 리듬 기타, 백 보컬
- 마크 에번스 – 베이스 기타[5]
- 필 러드 – 드럼, 퍼커션